# 伊宁二·五事件
伊宁二·五事件，或称“伊宁事件”“二·五、二·六事件”（維吾爾語：غۇلجا ۋەقەسى‎），中國新疆官方称为伊宁‘2·5’打砸抢骚乱事件，但中國境外的流亡維吾爾組織則宣稱其為政府製造的“伊寧屠殺”。是1997年2月5日（农历腊月廿八日，距离春节还有2天，距离肉孜节还有5天）至2月8日在新疆维吾尔自治区伊犁哈萨克自治州伊宁市发生的一系列暴力事件。

## 背景
1997年初的伊宁事件是2009年乌鲁木齐七五事件以前新疆维吾尔自治区最大规模的社会震荡。此次事件是地下宗教潮流引发社会骚乱的典型。新疆维吾尔族城镇居民过去很长时间一直是以世俗风气为主，1980年代初以前，新疆维吾尔族城镇居民的着装比汉族更为时尚、洋气，伊宁市等边境城市历史上受到俄罗斯、苏联影响很深，改革开放之初又引领时尚新风，人们在着装等方面比中国东南沿海城市更为西化。另一方面有維族居民認為，漢族從中獲利更多，不理解維吾爾人的生活而加重了對他們的歧視。
1990年代，伊宁市的维吾尔族社会由于边境贸易等方面原因而出现了兩極分化，富裕階層和農村維吾爾青年都出現了酗酒、吸毒、赌博、包二奶等等现象，伊宁市成为新疆维吾尔自治区艾滋病最严重地区。当时知名宗教人士阿不力克木·买合苏木（2003年被巴基斯坦击毙的塔利班高级军官艾山·买合苏木即其弟子之一）派弟子在伊宁市传教以后，以青年商人阿布都力孜·阿布都米幾（又譯阿不都黑力力、阿布都赫力）為首在伊宁市郊外举行传统的“麦西来甫”（又译麦西莱普）聚会。方式為首先聚餐、然後進行宗教反省，之後進行社會服務參加動員和各種文藝演出、遊戲等。阿布都力孜還曾推廣足球賽的方式，但受到當地政府注意而受到打壓。人们一方面戒毒、戒酒、戒赌，但另一方面也接受了其极端主义思想。
1995年4月30日，成立了未經當地政府批准的跨地区組織“伊犁青年麦西来甫委员会”，并且选举了总哈孜（即总指挥）、副总指挥阿布都力孜等领导，利用麦西来甫的形式，秘密鼓吹伊斯兰教宗教狂热，收缴宗教税，同时干预基层行政及治安管理。1995年8月13日，当地公安局因足球賽獎杯上刻有象征東突厥斯坦的星月標識传讯了以阿不都黑力力为首的多人。“伊犁青年麦西来甫委员会”借此在次日发动了“8.14”游行，进行抗议，游行随后出現暴力行為，参与者从200余人猛增到800余人。随后，有300多人到伊犁哈萨克自治州人民政府门前静坐。经过政府動員，多数人最后自动散去。事态平息以后，政府公安部门拘留28名“伊犁青年麦西来甫委员会”及“8.14”游行的组织者，其中收容审查5人，批评教育14人，取保候审9人。阿布都力孜在監獄呆了半年，還曾絕食抗議。
1995年起，主要活动在南疆库尔勒市的分裂组织“东突伊斯兰真主党”先后派20多名南疆籍成员赴伊犁，以讲经的名义宣传分裂主义和宗教“圣战”，发展成员。 1996年1月，东突伊斯兰真主党从乌鲁木齐市派出几位骨干赴伊宁，与被公安部门释放(一說被捕期間病重，被送醫治療後逃脫)的阿布都力孜等人秘密会晤，先后在伊宁市、伊宁县的农村秘密设立6个地下训练点，对一些人员实行全封闭式暴力恐怖训练。
1996年10月，来自新疆维吾尔自治区十多个州县的分裂组织代表在和田市召开和田会议，通过了《“东突伊斯兰真主党”若干重要问题的决议》，将目标定为实现东突独立、建立政教合一的“东突厥斯坦伊斯兰共和国”，声称要“96年动手、97年大干、2000年实现东突独立”。

## 过程
1997年，阿布都力孜決定以政府限制跨地区讲经为由，表示“政府压制宗教”，“我们要上街进行公开的宗教宣传”并“进行圣战宣传”，呼喊“不要政府的东西”、“驱逐汉人”、“建立伊斯兰王国”口号，於是2月5日號召维吾尔族群众到伊宁市主要街道游行。
1997年2月5日上午9时许，100多人手举横幅，呼喊口号，沿伊宁市主要街道游行。起初，伊宁市新华东路派出所所长注意到塔西来甫市场中多出不明人士，當時他们还仅有30多人，随后迅速扩大到数百人。当时的录像显示，他们高呼着“把汉人赶走”、“把抓的人放出来”等口号，烧毁人民政府发给他们的身份证、户口簿、驾驶证等证件，很多人边走边脱掉“汉人”衣服，其中有些人脱到最后就全裸前进。
到了2月5日当天中午12时许，游行人数增至千余人。随后，手持棍棒、砖块、刀具的人群開展暴力活动。這些人高呼“建立伊斯兰王国”等口号，袭击平民，捣毁商店，烧毁并砸毁汽车。在从2月5日到2月7日的暴力活动中，有很多無關民众遭到杀伤，包括兒童。例如，人民医院十字路口的一对春节回家过年的青年夫妇遭人围住，“那帮人揪住女的头发，她的胳臂完全反剪过来。他们在她脸上乱割乱划，连踢带踏，当时就被打死了，那个男的也被打得不像样子。”一位返家探亲的士兵途经前进街时，遭石头砸死。一位乡文化站秘书在伊犁街的街口被用刀捅死后，又被扔到点燃的纸堆中焚烧。一位50岁上下的内地来伊宁市打工的三轮车夫在胜利路南端遭人用石头、棍棒活活打死。一家三口在家中被突然闯入的人打成重伤。
1998年出版的《新疆年鉴1997》对此次事件的记述称：
1997年2月5日一伙民族分裂主义分子在伊宁市有组织、有预谋地制造了一起严重危害国家安全的打砸抢骚乱事件。骚乱分子进行非法游行、呼喊反动口号，张贴反动标语，围攻公安民警和武警指战员，对无辜群众疯狂地打砸抢烧杀。整个事件中，共有198名群众被暴徒打伤，其中重伤50人，有7名无辜汉族群众被杀害，24辆汽车被砸坏，6辆汽车被烧毁。严重破坏了伊犁地区及全区的社会稳定，造成各族人民群众生命财产的重大损失。事发后，当地公安机关迅速出击，处置果断，很快控制了事态，在坚决平息事件的同时，依法处理了极少数为首骨干分子，深挖与事件有牵连的人和事，教育争取了大多数群众，有效控制了事态的扩大。
根据政府方面的统计，在此次严重打砸抢骚乱事件中，7名汉族群众被杀，198名群众、公安干警、武警官兵被打伤，其中重伤64人，多人失踪（一说7名汉族群众被杀害，198名群众被打伤，其中重伤50人，24辆汽车被砸坏，6辆汽车被烧毁）。2月5日当天，人民政府公安部门便出动警察平息事件。中国政府认为这次骚乱事件是由“东突伊斯兰真主党”等东突恐怖组织策划的。
中國境外媒體如Channel 4当时的報道称，此次事件的导火索是谣傳有30名獨立分子被處決，之後才发生此次事件，事件現場死者有100多名，後有約1600人被捕。另有外媒报道称，在平息騷亂時，當地警力可能使用了警犬、催淚彈、水槍等器具，且在騷亂者攻擊漢族民眾、警察和焚燒車輛時開了5槍。由於時值二月寒冬，高壓水槍造成了示威者死亡。

## 事后

### 调查及文件传达
事后當地警方经过调查认为，组织此次骚乱的骨干属于东突伊斯兰真主党，他们是从喀什市、和田市分别抵达伊宁市，到达伊宁市之后便走街串巷煽动民众，自称：“不要问我的地址，不要问我名字，我是安拉派来的。”并让民众烧毁身份证、结婚证等人民政府发放的证件，声称“这才是一个真正的穆斯林。”随后便组织了此次骚乱。
事件发生后，新疆维吾尔自治区迅速向自治区各地传达了有关文件。例如，1997年2月19日，新疆塔里木河流域管理局举行副县级以上领导干部会议，传达了“伊宁市‘2.5’严重打砸抢骚乱事件”的有关文件。
後來美國有一份報告表示，當時中國的報告很多互相矛盾，先是把騷亂歸結於「一群酒鬼和強盜無賴們的打砸搶」，然後才視為維吾爾分離勢力造成。

### 审判与拦截囚车事件
1997年4月24日，伊宁市召开公判大会，对骚乱分子进行宣判。伊犁地区中级人民法院和伊宁市人民法院在公判大会上，对伊宁市“2·5”严重危害国家安全的打砸抢骚乱事件的第一批案犯进行判决。共宣判18起案件30名刑事犯罪分子，其中3人被判处死刑，1人被判处无期徒刑，其他26名刑事犯罪分子分别被判处7年至18年有期徒刑。公判大会结束后，便遭遇劫囚车事件。
1998年出版的《新疆年鉴1997》的记述称：
4月24日，伊犁地区中级人民法院召开“2·5”打砸抢骚乱事件犯罪分子公判大会，会后一伙不法分子故意设置障碍拦截押解罪犯的囚车，并围攻执行任务的公安民警，公安民警在鸣枪警告无效的紧急情况下，为维护法律尊严，保持社会稳定，果断开枪射击，击伤暴徒7名（后2名因抢救无效死亡），及时制止了事态的扩大，粉碎了敌对分子企图再次制造大规模群体骚乱事件的图谋。
时任中共新疆维吾尔自治区党委书记王乐泉回忆：4月24日“我们开公判大会，有几个直接动手杀人的，打砸抢烧厉害的吧，这些骨干就判死刑，多数的是判了有期徒刑和无期徒刑，就在回监狱的路上，一帮暴徒，他们早准备好了，自行车队，四五十辆自行车冲囚车，他想冲到囚车那儿，把犯人劫持走，结果离那个囚车大概有三米，再不动手那完了，我们的干警开枪射击，当场击毙了一个，你不动真格，他胆子就大死了。但美国之音说我们上千人怎么着怎么着，我看那是胡扯，根本不是那个事儿。”
1997年7月23日，伊犁地区人民法院和伊宁市人民法院再次举行公判大会，严厉打击又一批“2·5”严重打砸抢骚乱事件的暴力恐怖分子及其他严重刑事犯罪分子。
2001年10月15日，案犯阿卜杜勒·迈吉德、阿卜杜勒·艾哈迈德以“危害国家基本利益”被判死刑，并于当天执行死刑。死刑犯之一的阿卜杜勒·迈吉德被人民法院认定为1997年伊宁市此次恐怖活动的发动者。10月16日，新疆《伊犁晚报》刊登了这则消息，但相当多的新疆媒体对此只字未提。

### 后续情况
在“新疆打击暴力恐怖犯罪案件展览”上，公开展出了包括伊宁事件在内的1996年至1997年数起新疆暴力恐怖事件的近千幅图片及500多件实物。
伊宁事件以后，官方强力清除了各种暴力隐患，但地下宗教活动仍然继续存在。过去曾以追求时尚和国际化而著称的伊宁市维吾尔族人，逐渐变成了北疆城市中最保守者，“塔里浦”（即“塔利班”的维吾尔语发音）被人们视为对品行可靠、值得尊敬者的尊称。如果有人宣称因宗教问题而受打压，那么私下里会得到社会的尊敬。
被視為事件主謀的阿布都力孜據傳於2000年死於察布查爾監獄。
研究恐怖主义的专家认为，1997年在伊宁发生的此次事件是新疆恐怖活动升级的标志，也是恐怖暴力活动的一个顶点。
伊犁州党委统一部署伊犁地区各县(市)重新学习中央7号文件，声讨2•5打砸抢骚乱事件，在此政治活动中，伊犁州尼勒克县第三中学部分老师不揭发、不表态，公开抵制。该校4名教师联名写信，要求公安局放人，并将观点在社会上散播。其中1名老师到公安局谩骂威胁公安干警。最终伊犁州地委、尼勒克县对这些教师进行了严肃查处。3月20日，中央政治局常委会听取新疆党委、公安部党委关于新疆的报告，决定在新疆社会治安不好的重点地区集中整治，严厉打击，重点“民族分裂主义的骨干分子、暴力恐怖犯罪分子和宗教极端势力的为首分子”，以中央政法委《批复》形式下发。新疆增派4000名武警，成立六、七、八3个武警机动支队和南疆指挥所，扩大自治区党委调动武警权限。3月30日凌晨，乌鲁木齐市二道桥张贴传单4处4张，标语为《通知》，为手抄原始件，内容与皮山、阿克苏、库尔勒等地的传单相同。六道湾张贴传单17处17张，标题为《宣言》，为手抄复印件，内容反政府具有浓厚宗教色彩。江泽民亲自批示：“此事应尽快破案，千万不可麻痹大意。”中央办公厅亲自督办。多月后，乌鲁木齐公安局抓获二道桥贴传单者东突厥斯坦伊斯兰组织成员买吐尔逊•邱纳克、阿不都吉力力和在六道湾张贴传单的吐尔洪•艾再丁等人。
2007年，在此次事件10周年之際，一些流亡美國的維吾爾族人在美國華盛頓的中國駐美國大使館外就中國政府在事件爆發之後對維吾爾人的懲辦舉行抗議，熱比婭參加了此次抗議並發表演說，痛斥中國政府嚴酷鎮壓維吾爾族人，她表示有8000名維吾爾族人在此次事件中“失去蹤影”，聲稱這是一場中國政府針對維吾爾族人的“屠殺”。大赦國際則表示，警方驅散維吾爾族人在伊寧舉行的和平示威時有數百人乃至數千人被殺或受傷。
截至2013年，有犯人在服刑時猝死，還有犯人刑滿後依舊未釋放。